# Volkswagen Touareg
Volkswagen Touareg (pronunție germană: pronunție în germană [ˈtuːaʁɛk]) este un SUV midsize de lux produs de constructorul auto Volkswagen din 2002 la Fabrica Volkswagen Bratislava. Autovehiculul a fost numit după locuitorii tuaregi nomazi, locuitori ai interiorului deșertului Sahara din Africa de Nord.

## Legături externe
- Volkswagen Touareg US site Arhivat în 26 septembrie 2020, la Wayback Machine.